# Oblastní rada Jo'av
Oblastní rada Jo'av (hebrejsky מועצה אזורית יואב, Mo'aca azorit Jo'av) je oblastní rada v jižním distriktu v Izraeli. Nachází se poblíž měst Kirjat Gat, Kirjat Mal'achi a Aškelon v zemědělsky intenzivně využívané pobřežní planině, v regionu Šefela.

## Geografie

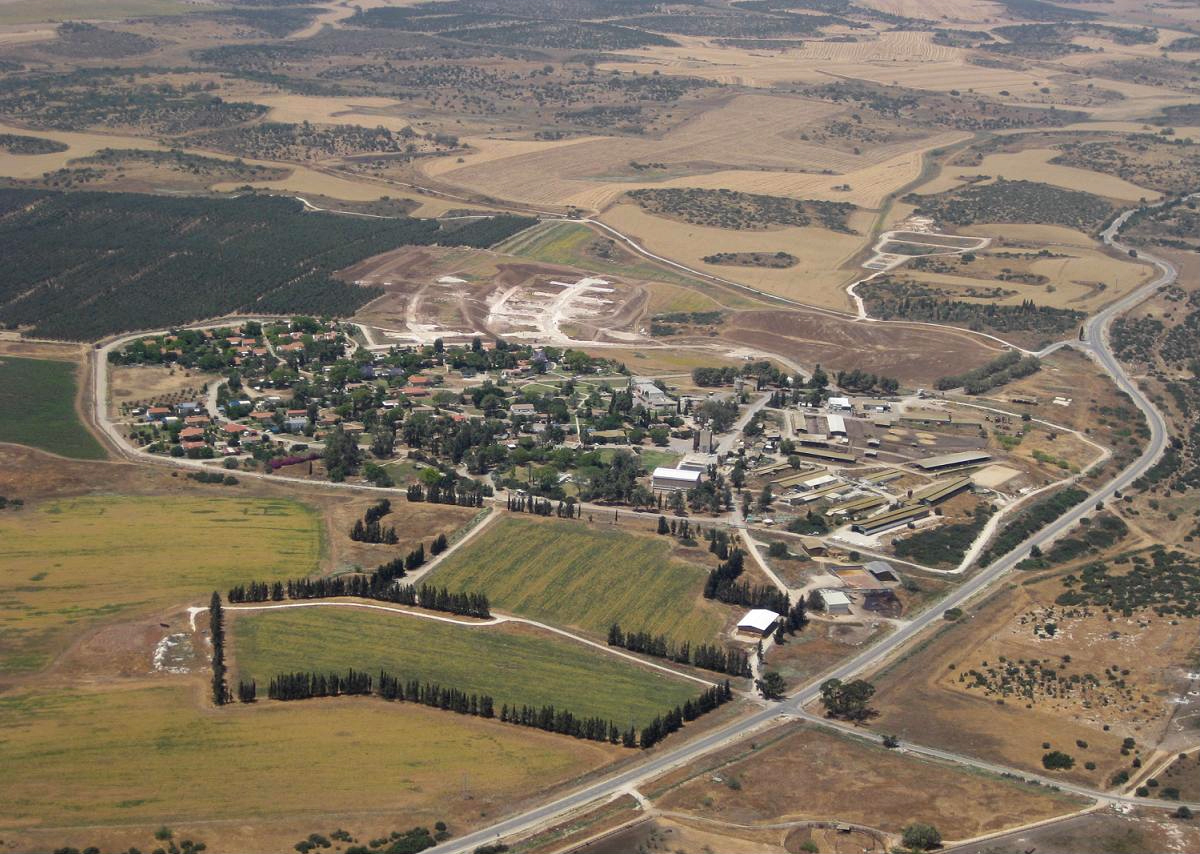
Letecký pohled na kibuc Bejt Nir

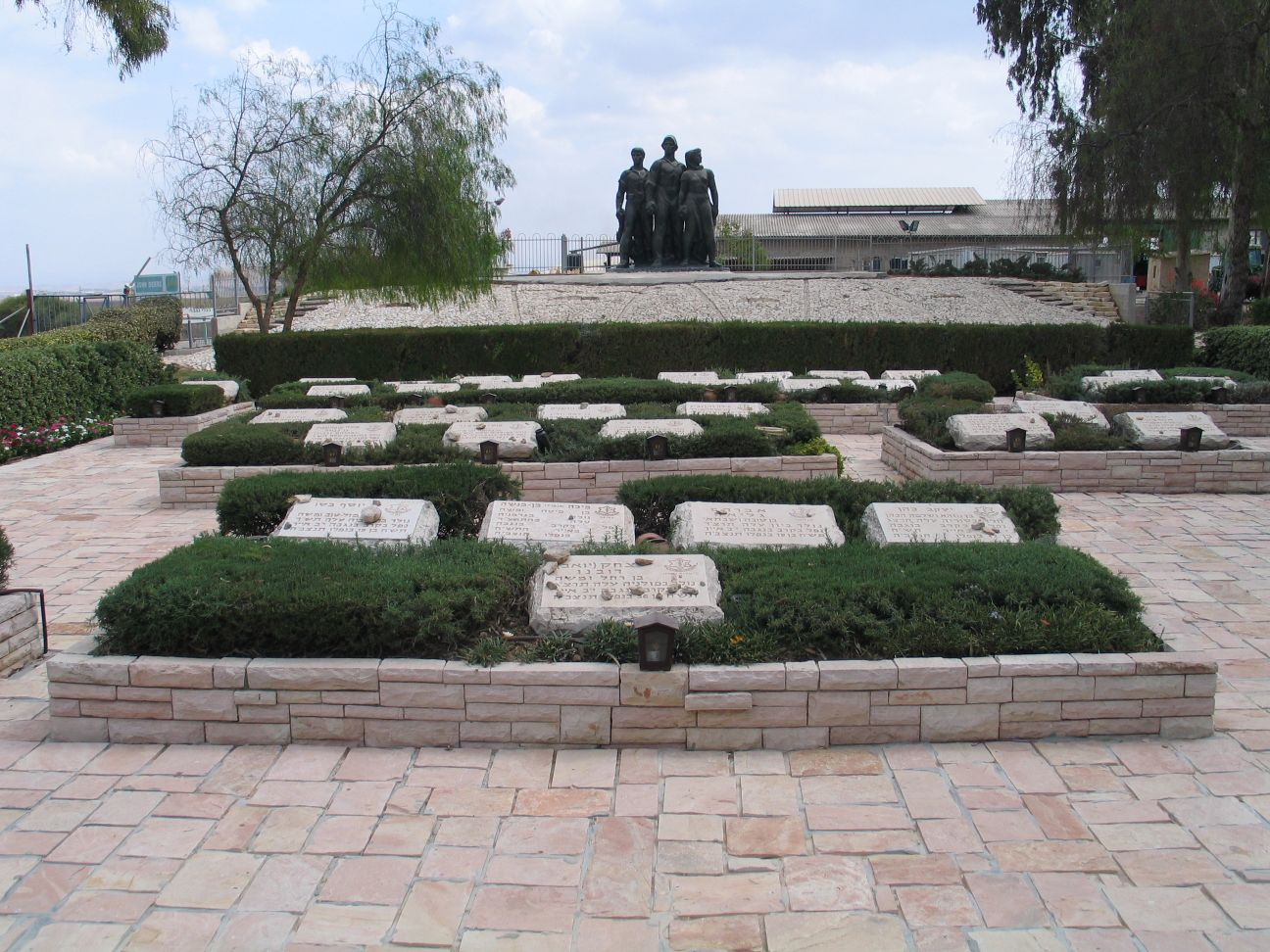
Památník v kibucu Negba

Rada se skládá ze dvou částí, které nejsou geograficky přiléhající. Hlavní část je ze severu ohraničena oblastní radou Nachal Sorek, ze západě radou Be'er Tuvja a Šafir, z jihu radou Lachiš a městem Kirjat Gat a z východu radou Mate Jehuda. Západní část rady, kde se nachází kibucy Negba a Sde Jo'av, je ze severu a východu ohraničena radou Šafir, ze západu radou Chof Aškelon a ze západu radou Lachiš.
Sídlo oblastní rady leží poblíž vesnice Kfar ha-Rif nedaleko křižovatky dálnice číslo 3 a dálnice číslo 40.

## Dějiny
Židovská sídelní síť zde začala vznikat ve 30. letech 20. století tedy ještě za mandátní Palestiny. Dotvořena byla po vzniku státu Izrael, tedy po roce 1948. Během války za nezávislost v roce 1948 opustila zároveň region arabská populace. Plánovitě zde pak došlo k zřízení židovských zemědělských vesnic v rámci regionálního osidlovacího programu Chevel Lachiš.
Oblastní rada Jo'av byla založena roku 1952. Rozprostírá se na celkové ploše 200 km2 Rada je pojmenována po Jicchaku Dubnovovi, jehož přezdívka byla „Jo'av.“ Padl během války za nezávislost, když bránil kibuc Negba. Jeho jméno nesou i operace izraelské armády, Joav a Mecudat Joav, které se v této oblasti odehrály.
Starostou rady je רני טריינין – Rani Trajnin z kibucu Bejt Nir. Oblastní rada má velké pravomoci zejména v provozování škol, územním plánování a stavebním řízení nebo v ekologických otázkách.

## Seznam sídel
Oblastní rada Jo'av sdružuje celkem 14 sídel, z toho osm kibuců, tři mošavy a po jedné společné osadě, mládežnické vesnici (youth village) a arabské vesnici.
Kibucy
| - Bejt Nir - Bejt Guvrin - Gal On - Gat | - Kfar Menachem - Negba - Revadim - Sde Jo'av |

Mošavy
- Kfar ha-Rif
- Nachla
- Sgula

Mládežnická vesnice
- Kedma

Společná osada
- Vardon

Arabská vesnice
- al-Azi

## Demografie
K 31. prosinci 2014 žilo v Oblastní radě Jo'av 7800 obyvatel. Z celkové populace bylo 7400 Židů. Včetně statistické kategorie „ostatní“ tedy nearabští obyvatelé židovského původu, ale bez formální příslušnosti k židovskému náboženství jich bylo 7600. Podle Centrálního statistického úřadu žilo v oblastní radě k roku 2007 celkem 5100 obyvatel a obyvatelstvo rady bylo téměř výhradně židovské (94,7 %). Roční přírůstek byl 4,5 %.
| Rok            | 1961  | 1972  | 1983  | 1995  | 2006  | 2008  | 2009  | 2010  | 2011  | 2012  | 2013  | 2014  |
| -------------- | ----- | ----- | ----- | ----- | ----- | ----- | ----- | ----- | ----- | ----- | ----- | ----- |
| Počet obyvatel | 3 600 | 3 400 | 4 300 | 4 100 | 4 800 | 5 700 | 6 000 | 6 500 | 6 900 | 7 400 | 7 700 | 7 800 |